# Parlamentswahl in Sierra Leone 1973
Die Parlamentswahl in Sierra Leone 1973 fand am 15. Mai 1973 in Sierra Leone statt, nachdem die Legislaturperiode zuvor um ein Jahr verlängert wurde.

## Wahlsystem
Zur Wahl standen 85 Abgeordneten im Einkammern-Parlament. Es wurde in jedem der 85 Wahlkreise jeweils eine Person mit einfacher Mehrheit gewählt. Wahlberechtigt waren alle Sierra-Leoner ab dem 21. Lebensjahr, die sich als Wähler registriert hatten. Ausgeschlossen waren Geisteskranke und inhaftierte Personen.

## Ergebnis
- APC: 84
- Unabhängige: 1
- Paramount Chiefs: 12

| Partei                            | Sitze |
| --------------------------------- | ----- |
| APC                               | 84    |
| Unabhängige Kandidaten            | 01    |
| Paramount Chiefs (indirekte Wahl) | 12    |
| GESAMT                            | 97    |